# Partitio terrarum imperii Romaniae

Partitio terrarum imperii Romaniae

La Partitio terrarum imperii Romaniae ("partición de las tierras del imperio romano [bizantino]", en latín) fue un tratado firmado después del saqueo de la capital bizantina, Constantinopla, por la Cuarta Cruzada en 1204. Se estableció el Imperio latino y se dispuso la partición del territorio bizantino entre los participantes de la cruzada, con la República de Venecia, siendo la gran beneficiada.
El tratado, que fue promulgado a finales de septiembre o principios de octubre de 1204 o (según Nikolaos Oikonomides) inmediatamente después de la captura en abril-mayo de 1204, fue elaborado por una comisión de 24 hombres que constaba de 12 venecianos y 12 representantes de los otros líderes cruzados. Le dieron al emperador latino el control directo de una cuarta parte del territorio bizantino, a Venecia, tres octavas - incluyendo tres octavas de la ciudad de Constantinopla, con Santa Sofía - y las restantes tres octavas fueron repartidas entre los demás líderes cruzados. Mediante esta división, Venecia se convirtió en el principal poder en la Romania latina, y el verdadero poder detrás del Imperio Latino, un hecho claramente ilustrado por el noble título que su Dogo adquirió: Dominator quartae et dimidiae partis totius Romanius («El Señor de un cuarto y media cuarta parte de todo el Imperio romano»).
La Partitio Romaniae inició el período de la historia griega conocida como Francocracia o Latinocracia, donde los nobles católicos europeos occidentales, mayormente de Francia e Italia, establecieron estados en el antiguo territorio bizantino y gobernaron sobre la mayoría de los nativos ortodoxos griegos bizantinos.